# Jimang
Jimang (じまんぐ?; Sasebo, 16 ottobre ...) è un cantautore, produttore discografico e conduttore radiofonico giapponese.
È un cantante e attore dei Sound Horizon.

## Discografia

### Album
Primo album - 『じまんぐの世界 〜胎動〜』 (Jimang no Sekai ~Taidou~) (26 aprile 2006)
1. ヅゥーダーハレハレ (Duda Hale Hale)
2. ドクロマン (Doku Roman)
3. 未来 (Mirai)
4. ル・シ・ハ・コ・カ・タ (Ru.Shi.Ha.Ko.Ka.Ta)
5. 恋文 (Koibumi)
6. 夕立ち過ぎの黄昏に (Yuudachi Sugi no Tasogare ni)
7. 自殺者バンクス (Jisatsu Sha Bankusu)
8. J・G・W chronology
9. 優雅な翼 (Yuuga na Tsubasa)

Secondo album - 『じまんぐの世界 〜Balance〜』 (Jimang no Sekai ~Balance~) (11 ottobre 2007)
1. BALANCE
2. ジャのLive (Ja no Live)
3. Dogma
4. Last song forever
5. Bo-buddy medicine
6. 月の気配 (Tsuki no Kehai)
7. Breaker
8. Heaven town
9. Jekyll & Hyde
10. Lion
11. さよならの風景 (Sayonara no Fuukei)
12. Xmas revolution

Terzo album - 『じまんぐの世界 〜儚きものたちへ〜』 (Jimang no Sekai ~Hakanaki Monotachi He~) (6 agosto 2008)
1. oasis
2. 君にキャプテンフリーダム号が見えるかい? (Kun ni Kyaputen Furii Damu Gou ga Mieru Kai?)
3. RONの世界 (RON no Sekai)
4. Mrs...の日記 (Mrs...no Kioku)
5. 舵をとれ (Kaji o Tore)
6. 〜 Mr.Poの奇跡 〜 J.G → Radio『 Yes Love 』vol.003 (～ Mr.Po no Kiseki ～)
7. J.G.W. Jam
8. FUNK DIVE 〜♪
9. POP
10. 儚きものたちへ (Hakanaki Monotachi He)

Quarto album 『Eros』 (23 dicembre 2009)
1. ･･･Introduction
2. That's"IRONMAN SHOW"
3. Eros
4. ハレルヤ～Bang Bang Body Line～ (Hareruya～Bang Bang Body Line～)
5. 桜POP (Sakura POP)
6. 綺麗 (Kirei)
7. 英雄伝 (Eiyuu Den)
8. ROCK ON FREEDOM
9. Hi Hi MONKEY DANCE
10. Giri Giri MONSTER
11. I'm FUTURE
12. 永遠のYesterday (Eien no Yesterday)
13. Talk to you

### Singoli
Primo singolo (raccolta) - 『じまんぐの世界 〜Core〜』 (Jimang no Sekai ~Core~) (8 novembre 2008)
- CD

1. 砂漠の天使 (Sabaku no Tenshi)
2. 悲しみを蹴散らせ 〜正義のみかた〜 (Kanashimi o Ke Chira Se  ~Seigi no Mikata~)
3. ありがとう （公式サイトで公開しているものとは別バージョン） (Arigatou)
4. ボーナストラック：ありがとう卒業バージョン (Bonus Track)

- DVD

1. オープニング (Opening)
2. ヅゥーダーハレハレ (Duda Hale Hale)
3. 自殺者バンクス (Jisatsu Sha Bankusu)
4. 恋文 (Koibumi)
5. 夕立ち過ぎの黄昏に (Yuudachi Sugi no Tasogare ni)
6. 砂漠の天使 (Sabaku no Tenshi)
7. 未来 (Mirai)
8. ありがとう (Arigatou)
9. エンディングロール（BGM：バルーンダンス） (Ending (BGM:Baruun Dansu))

Secondo singolo - 『La divina tragedia 〜魔曲〜|la divina tragedia 〜魔曲〜』 (la divina tragedia ~Makyou~) (16 settembre 2009)
1. la divina tragedia～魔曲～ (la divina tragedia ~Makyoku~)
2. 蘇生伝 (Soseiden)
3. la divina tragedia～魔曲～ - instrumental (la divina tragedia ~Makyoku~ - instrumental)
4. 蘇生伝 - instrumental (Soseiden - instrumental)

### DVD
Primo DVD 『JIMANGOO MANIA』 (25 maggio 2008)
1. Duda Hale Hale
2. I'm Future
3. Balance
4. Dogma
5. Lion
6. Last Song Forever
7. Breaker
8. 自殺者バンクス (Jisatsu Sha Bankusu)
9. ジャのLive (Ja no Live)
10. Heaven Town
11. Balloon Dance
12. ドクロマン (Doku Roman)
13. POP
14. Funk Div
15. 悲しみを蹴散らせ (Kanashimi o ke Chirase)
16. さよならの風景 (Sayonara no Fuukei)